# Idolish7
Idolish7 ist ein Computerspiel des japanischen Unternehmens Bandai Namco Entertainment aus dem Jahr 2015. Basierend auf dem Spiel entstanden auch mehrere Bücher und eine Anime-Fernsehserie. Das Franchise dreht sich um den Aufstieg der Boyband Idolish7.

## Inhalt

### Spiel
Die junge Managerin Tsumugi Takanashi beginnt ihre Arbeit in der Agentur ihres Vaters und wird gleich als erstes vor eine schwere Aufgabe gestellt: Sie soll die erste Boyband der Firma betreuen. Die sieben frisch als Idol gecasteten jungen Männer werden ihr vorgestellt: Der nur 17 Jahre alte, aber sehr erwachsene Iori Izumi; der 22 Jahre alte, reservierte aber fürsorgliche Yamato Nikaidō; der 21-jährige ältere, lebhafte und fröhliche Bruder von Iori, Mitsuki Izumi; der exzellente Tänzer aber sonst etwas liederliche Tamaki Yotsuba; der gewissenhafte und freundliche Sōgo Ōsaka; der Halbjapaner Nagi Rokuya, ein Weiberheld und Otaku; und der etwas naive, temperamentvolle Sänger Riku Nanase. Die stärkste Konkurrenz der Gruppe und ihr größter Ansporn ist die bereits sehr erfolgreiche Gruppe Trigger. Außerdem muss sich die Gruppe der sehr unterschiedlichen Jungen erst aneinander gewöhnen und an das neue Leben als Idol.
Der Spieler nimmt die Rolle der Managerin ein. Als diese müssen die sieben Musiker im Dialog und in Rhythmus-Aufgaben für ihre Auftritte vorbereitet werden.

### Animeserie
Nachdem der Managerin Tsumugi Takanashi die sieben angehenden Idols vorgestellt wurden, soll sie aus diesen drei auswählen. Nach reiflicher Überlegung will sie aber alle sieben herausbringen, da jeder der Jungs ein besonderes Talent einbringe. Ihr Vater stimmt zu – war das doch ohnehin von Anfang an sein Plan – und so beginnt die harte Arbeit, die Sieben bekannt und erfolgreich zu machen. Da die kleine Firma Takanashi Production nur aus einer Hand voll Mitarbeitern besteht, haben sie nur geringe Mittel, die Managerin müht sich aber umso mehr. Zunächst machen sie sich mit öffentlichen Auftritten bekannt und gewinnen trotz eines verregneten ersten Konzerts mit wenigen Zuschauern die ersten Fans. Das nächste Konzert ist dann auch schon ausverkauft.
Die sehr erfolgreiche Gruppe Trigger ist ihre Konkurrenz und ihr Ansporn. Bestehend aus Gaku Yaotome, Ten Kujō und Ryūnosuke Tsunashi sind sie beim großen Label Yaotome Production unter Vertrag. Nachdem Riku Nanase, Leadsänger von Idolish7, nach einem Auftritt zusammenbricht, erfährt die Gruppe, dass er an Asthma leidet. Sie wollen ihn dennoch unterstützen, seine Karriere fortzusetzen. Außerdem kommt heraus, dass Ten Kujō Rikus großer Bruder ist, der für seine Karriere die Familie zurückgelassen hat. Riku trägt ihm das noch immer nach, will aber den gleichen Weg beschreiten, um ihn besser verstehen zu können. Auch hat er das gleiche Gesangstalent. Ten Kujō glaubt, sein Bruder ist wegen seiner Krankheit dem Showbusiness nicht gewachsen und lehnt den Kontakt zu ihm ab. Dennoch haben die anderen Mitglieder von Trigger Gefallen an der Nachwuchsgruppe gefunden und vermitteln ihnen heimlich die Möglichkeit, bei einem Festival aufzutreten. Dieser Auftritt jedoch wird enttäuschend, weil Riku fast einen Asthma-Anfall hat und ihn die anderen auf der Bühne unterstützen müssen.
So sollen nun zunächst nur Sōgo Ōsaka und Tamaki Yotsuba – durch ihren Einsatz bei einer Panne beim zweiten Konzert besonders bekannt – ihr Debüt als Duo feiern. Yaotome Production, deren Chef die Konkurrenz um jeden Preis bekämpfen will, versucht sie zuvor noch abzuwerben. Tamaki lockt er, indem er bei der Suche nach seiner Schwester helfen will – die Suche ist Tamakis Grund, als Idol berühmt werden zu wollen, da er als kleines Kind von ihr getrennt wurde. Sōgo kann ihn überzeugen, dass ihm das auch zusammen mit Idolish7 gelingen kann. So startet zunächst das Duo Mezzo und wird auch ein Erfolg. Währenddessen arbeiten die anderen weiter: Yamato Nikaidō ist auch als Schauspieler aktiv, Nagi Rokuya tritt in Werbung auf die Gruppe produziert eine eigene Webserie.
Als das Debüt von Idolish7 gekommen ist und sie ihr neues Lied präsentieren wollen, kommt ihnen Trigger zuvor. Deren Komponist konnte kein Lied schaffen, das Yaotome zufriedenstellt, und hat daher im Alleingang die Debütsingle von Idolish7 gestohlen. Der Diebstahl hätte nicht bewiesen werden können und die Firma hätte gegen die viel bekanntere Gruppe einen Nachteil, so müssen die Sieben mit ihren bisherigen Liedern auskommen. Trotzdem werden sie zu einem weiteren Festival geladen, wo auch Trigger spielt. Und Ten Kujō verspricht, mit Riku wieder zu reden, wenn es die Sieben schaffen den Newcomerpreis des Jahres zu gewinnen. So motiviert können sie beim Festival auch die Fans von Trigger für sich begeistern, während die drei Stars wegen Streitigkeiten mit dem Festival von ihrem Management am Auftritt gehindert werden.
Durch ihren Erfolg werden zunehmend Artikel mit Gerüchten über die Mitglieder von Idolish7 verbreitet, was nach und nach auch die Freundschaften belastet: Nicht nur Gerüchte über Konflikte oder gegenseitiges Ausbooten in der Gruppe, sondern auch erfundene oder wahre Geschichten über deren Vergangenheit, über die die Jungen nie miteinander gesprochen haben. Schließlich steht die Gruppe kurz vor der Auflösung. Auch Triggers Konflikt mit ihrem Management spitzt sich zu, weil sich die Gruppe wie Idolish7 lieber um ihre Fans als um geschäftliche Strategien kümmern will und einige der Gerüchte auch Verbindungen von Idolish7 zu Trigger betreffen. Schließlich stellen sie den Produzenten Yaotome zur Rede und verlangen ein Ende der Kampagne gegen Idolish7. Gaku Yaotome, Sohn des Geschäftsführers, klärt außerdem Tsumugi Takanashi auf, dass sie Halbgeschwister sind: Ihre Mutter war zuerst mit Yaotome und danach mit Takahashi zusammen. Nachdem sich Idolish7 ausgesprochen hat, besinnen sich alle auf ihre Ziele als Musiker und können wieder neu starten. Sie gewinnen den Newcomerpreis und können auf einem Wettbewerb zum Jahresende gegen Trigger antreten, die sich ebenso auf den Wettstreit freuen. Schließlich kann Idolish7 gewinnen und wird als Idol-Gruppe des Jahres ausgezeichnet.

## Entstehung und Veröffentlichung
Das Spiel entstand bei Bandai Namco Entertainment, die Musik wurde von Lantis produziert. Das Charakterdesign entwarf Arina Tanemura. Bandai brachte das Spiel am 20. August 2015 in Japan für iOS und Android heraus. Lantis veröffentlichte die Musik aus dem Spiel auf einem Album.

## Buchveröffentlichungen
Zum Spiel erscheint seit Juli 2015 im Online-Magazin Hana LaLa Online von Hakusensha eine Mangaserie, die von Nokoshi Yamada gezeichnet wird. Im Dezember 2015 kam außerdem eine Light Novel heraus, die zuvor schon online bei Web Hakusensha erschien. Das Buch mit dem Titel Idolish7: Ryūsei ni Inoru (アイドリッシュセブン 流星に祈る) wurde geschrieben von Bunta Tsushimi und illustriert von Arina Tanemura.
2016 erschien ein zweiter Manga mit dem Titel Idolish7: Trigger -Before The Radiant Glory- (アイドリッシュセブン TRIGGER -before The Radiant Glory-) von Bunta Tsushimi und Arina Tanemura, deren Handlung sich um die Konkurrenzband Trigger dreht. Ebenfalls von Tanemura stammt der Manga Idolish7: Ryūsei ni Inoru von 2017.

## Anime-Adaption
Beim Studio Troyca entstand eine Animeserie zum Franchise, bei der Makoto Bessho Regie führte. Hauptautorin war Ayumi Sekine und das Charakterdesign entwarf Kazumi Fukagawa.
Die erste Staffel mit 17 Folgen wurde vom 1. Januar bis 19. Mai 2018 von den Sendern Tokyo MX, Sun Television, TVA, Kyoto Broadcasting System, BS11, TVh und TVQ in Japan ausgestrahlt. Eine internationale Veröffentlichung erfolgt parallel über die Plattform Crunchyroll, unter anderem mit deutschen und englischen Untertiteln. Es folgt eine zweite Staffel mit dem Nebentitel Second Beat! und 15 Folgen von 5. April bis zum 27. Dezember 2020. Die dritte Staffel mit dem Nebentitel Third Beat! wurde vom 4. Juli 2021 bis zum 26. Februar 2023 gezeigt und umfasst 30 Folgen.
Im Februar 2018 wurde eine Kurzserie mit dem Titel Idolish7 Vibrato online auf YouTube veröffentlicht. Sie umfasst acht Folgen mit je 14 Minuten Laufzeit. 2023 entstanden zwei Filme unter dem Titel Idolish7 the Movie Live 4bit Beyond the Period, die ein gemeinsames Konzert der inzwischen vier Gruppen zeigen. Part 1 wurde am 20. Mai 2023 erstmals gezeigt, Part 2 am 21. Mai. Die internationale Veröffentlichung geschah auch hier über Crunchyroll.

### Synchronisation
| Rolle              | japanischer Sprecher (Seiyū) |
| ------------------ | ---------------------------- |
| Sōgo Ōsaka         | Atsushi Abe                  |
| Tamaki Yotsuba     | Kenn                         |
| Riku Nanase        | Kensho Ono                   |
| Nagi Rokuya        | Takuya Eguchi                |
| Iori Izumi         | Toshiki Masuda               |
| Mitsuki Izumi      | Tsubasa Yonaga               |
| Yamato Nikaidō     | Yusuke Shirai                |
| Tsumugi Takanashi  | Satomi Satō                  |
| Ten Kujō           | Sōma Saitō                   |
| Ryūnosuke Tsunashi | Takuya Satō                  |
| Gaku Yaotome       | Wataru Hatano                |
| Yuki               | Shinnosuke Tachibana         |
| Momo               | Sōichiro Hoshi               |
| Minami Natsume     | Kōtarō Nishiyama             |
| Tōma Inumaru       | Subaru Kimura                |
| Torao Midō         | Takashi Kondō                |
| Haruka Isumi       | Yūya Hirose                  |

### Musik
Der Soundtrack der Serie wurde komponiert von Tatsuya Kato. Die Vorspannlieder der Serie sind:
- Wish Voyage von Idolish7
- Discover the Future von Idolish7
- The Policy von Idolish7

Die Abspannlieder sind:
- Make a Dream von Tatsuya Kato
- Wish Voyage von Idolish7
- Heavenly Visitor von Trigger
- Ame von Mezzo
- Today is von Idolish7
- Silver Sky von Re:vale
- Mirai Notes wo Kanadete (ミライノーツを奏でて) von Re:vale
- Destiny von Trigger
- It's All -for you- von Yuki
- Last Dimension von Trigger
- Discover the Future von Idolish7
- Places von Trigger
- Mikansei na Bokura (未完成な僕ら) von Re:vale

Innerhalb der Folgen der ersten Staffel werden folgende Lieder eingespielt:
- Dancing∞Beat!! von Idolish7
- Diamond Fusion von Trigger
- Egao no Tsuzuki von Rina Hidaka
- Fly away! von Idolish7
- Good Night Awesome von Idolish7
- Joker Flag von Idolish7
- Leopard Eyes von Trigger
- Magical Power von Rina Hidaka
- Memories Melodies von Idolish7
- miss you… von Mezzo
- Monster Generation von Idolish7
- Natsu☆Shiyōze! von Idolish7
- Pythagoras☆Fighter von Idolish7
- Secret Night von Trigger
- Today is von Idolish7

Innerhalb der Folgen der zweiten Staffel werden folgende Lieder eingespielt:
- Dancing∞Beat!! von Idolish7
- Dancing∞Beat!! von Idolish7 feat. Kujo Tenn
- Danshi Tarumono! ~Matsuri~ von Nikaido Yamato, Izumi Mitsuki, Rokuya Nagi, Yaotome Gaku
- Dis one. von Re:vale
- Fure Fure! Seishun Senka von Izumi Iori, Nanase Riku und Kujo Tenn
- Gekijou von Idolish7 und Trigger
- Joker Flag von Idolish7
- Love&Game von Yotsuba Tamaki, Osaka Sogo, Tsunashi Ryunosuke
- Magical Power von Rina Hidaka
- Memories Melodies von Idolish7
- Monster Generation von Tsunashi Ryunosuke
- Perfection Gimmick von Idolish7
- Restart Pointer von Idolish7
- Secret Night by Tsunashi Ryunosuke
- Silver Sky von Yuki

Innerhalb der Folgen der dritten Staffel werden folgende Lieder eingespielt:
- Dis one. von Re:vale
- Koi no Kakera (恋のかけら) von Sōgo Ōsaka
- Mikansei na Bokura (未完成な僕ら) von Re:vale
- Restart Pointer von Idolish7
- Sakura Message von Idolish7

Die Webserie von 2018 verwendete die Lieder Destiny von Trigger, Party Time Together von Idolish7 und Natsu☆Shiyōze! von Idolish7 in ihren Abspannen sowie Diamond Fusion von Trigger innerhalb einer Folge.